# 姜宗良
姜宗良（1931年3月—2003年2月3日），安徽芜湖人，中华人民共和国政治人物。曾任中共贵池县最后一位县委书记和贵池市第一任市委书记。

## 生平

### 早年经历和教育
姜宗良为汉族人，祖籍安徽和县，1931年3月出生于芜湖。8岁入私塾读书，14岁考人芜湖教会办学校内思中学，读高一时因家贫辍学当米厂学徒，不久帮父亲做小贩生意。1950年初，考入皖南干部
学校，同年底被分配到贵池工作。

### 从政生涯

#### 贵池县行政
20世纪50年代，姜宗良先后任马衙乡土改队员、城关区宣传干事。1953年加入中国共产党，次年调入贵池县委机关工作，任宣传部干事、县委办公室秘书、副主任，县革委办事组副组长。1959年当选为中共贵池县委候补委员，后被打入“右派”。1981年担任贵池县委常委、组织部长，1984年任县委书记。

#### 贵池市行政
1988年任贵池市委书记，1989年后任中共
池州地委委员、宣传部长。1995年退休。
他担任贵池县委书记、贵池市委书记期间，他团结带领市委一班人，解放思想．开拓进取，凝心聚力，以大力发展乡镇企业为突破口，因地制宜提出“四个轮子(乡、村、联户、个体)一起转，四根柱子(采矿、建筑建材、交通运输、农副产品加工)一起立，四扇窗户(县内、省内、国内、国外)一齐开”的发展思路，有力地促进了全市经济的飞速发展。1984年当年，贵池县即甩掉财政“补贴县”的帽子；1989年全市经济总量比1983年增长近4倍，从而为以后贵池市经济的发展奠定了重要的基础。
他善于结合地方实际，坚持实事求是的思想路线，在落实林业生产责任制的过程中，顶住各方压力，坚决不搞“一刀切”，从而避免了森林资源“倒三光”现象的发生，有效地保护了全县100多个集体林
场。他在狠抓物质文明建设的同时，非常重视社会主义精神文明建设，仅先后经他批准兴建的全县革命遗址、遗迹纪念建筑标志即达13处之多，为进行爱国主义和革命传统教育提供了大批教育基地。

## 评价
姜宗良为官清廉，不搞特权，而且每逢大事必事必躬亲。不论抗洪救灾，还是扑灭山火，他都在第一时问赶至现场，冒险亲自指挥。他生活俭朴，惯于微服简行于基层，重视调查研究，为制定适合本地的经济和社会发展政策提供了切实可行的依据。